# Mickaël Mokhtar
Mickaël Mokhtar, né le 2 mars 1979 à Decize dans la Nièvre (France), est un joueur de rugby à XV franco-marocain, international marocain, ayant évolué au poste de troisième ligne aile ou de seconde ligne (1,92 m pour 100 kg), devenu entraîneur.

## Carrière

### Joueur
Formé à L'asm Clermont auvergne 
- 1999-2000 : SU Agen
- 2000-2001 : CA Bègles-Bordeaux
- 2001-2003 : CA Périgueux
- US Bergerac
- US Lalinde

### Entraîneur
- Club athlétique sarladais Périgord Noir (2014-2014)[2],[3]

## Équipe nationale

### Palmarès
- Champion d'Afrique en 2005 et 2006

### Sélections nationales
- 40 sélections en équipe nationale du Maroc (à 7 et à 15)